# Юга (приток Кягмы)
Юга — река в России, протекает по территории Пиндушского городского поселения Медвежьегорского района и Поповпорожского сельского поселения Сегежского района Республики Карелии. Длина реки — 14 км.
Река берёт начало из озера Каски на высоте 142 м над уровнем моря.
Течёт преимущественно в северо-западном направлении по заболоченной местности.
Река в общей сложности имеет семь притоков суммарной длиной 14 км.
Втекает на высоте 117 м над уровнем моря в реку Кягму, впадающую в реку Сегежу, которая, в свою очередь, впадает в Выгозеро.
Населённые пункты на реке отсутствуют. В среднем течении пересекает железнодорожную линию Санкт-Петербург — Мурманск, а также трассу Р21 («Кола»).
Код объекта в государственном водном реестре — 02020001212102000006155.